# Djamel Bouaïcha
Djamel Bouaïcha (en arabe : جمال بوعائشة), né le 19 juin 1982 à Meftah (wilaya de Blida), était un footballeur algérien, qui évoluait au poste d'attaquant. 
Djamel Bouaïcha prit sa retraite à l'issue de la saison 2017-2018.

## Biographie
Djamel Bouaïcha commence sa carrière au WR Meftah. Il rejoint en 2005 le club du Paradou. Il est transféré en 2010 à l'USM Annaba, club avec lequel il découvre la 1re division.
En 2011, il signe au MC El Eulma. Lors de la saison 2011-2012, il dispute 28 matchs et inscrit 11 buts en championnat. Ces bonnes performances lui valent un transfert à la JS Kabylie la saison suivante. En 2013, il s'engage avec le MC Oran, faute d'avoir pu s'imposer à la JSK.
Après une saison passée à Oran, il rejoint l'équipe de la ville de l'Arba voisine de sa ville natale.